# 와룡역
와룡역(Waryong station, 臥龍驛)은 전북특별자치도 김제시 용지면 와룡리에 위치한 호남선의 철도역이다. 2017년 12월 1일 화물 취급이 중단되었다

## 연혁
- 1955년 7월 11일: 배치간이역으로 영업 개시[1]
- 1972년 7월 20일 : 무배치간이역으로 격하[2]
- 1973년 11월 10일 : 보통역으로 승격[3]
- 1977년 5월 16일 : 수소화물 취급 중지[4]
- 1985년 11월 16일 : 무배치간이역으로 격하[5][6]
- 1987년 8월 10일 : 무연탄한 취급.(전용선 발송)[7]
- 1997년 5월 1일 : 전용선화물 한 화물취급 지정[8]
- 2004년 7월 16일 : 여객 취급 중지[9]
- 2012년 12월 1일 : 화물 취급 중지
- 2017년 12월 18일 : 화물 취급 중지 철도거리표 미반영 정정[10]